# Rick Tabaracci
Richard Stephen "Rick" Tabaracci, född 2 januari 1969, är en kanadensisk före detta professionell ishockeymålvakt som tillbringade elva säsonger i den nordamerikanska ishockeyligan National Hockey League (NHL), där han spelade för ishockeyorganisationerna Pittsburgh Penguins, Winnipeg Jets, Washington Capitals, Calgary Flames, Tampa Bay Lightning och Atlanta Thrashers. Han släppte in i genomsnitt 2,99 mål per match och hade en räddningsprocent på .893 samt 15 SO (inte släppt in ett mål under en match) på 286 grundspelsmatcher.
Han draftades i andra rundan i 1987 års draft av Pittsburgh Penguins som 26:e spelare totalt.